# Ogdoade d'Hermopolis

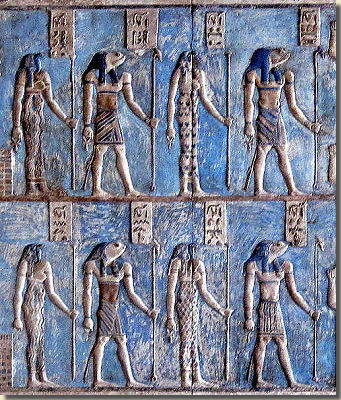
Relief du temple d'Hathor à Dendérah représentant l'Ogdoade d'Hermopolis.

L'Ogdoade d'Hermopolis, du grec ancien ὀγδοάς / ogdoás, « groupe de huit, huitaine », est l'ensemble formé par les huit génies d'Hermopolis qui ont jailli des flots glacés : le Noun, océan primordial qui précède l'existence du monde selon les égyptiens.
Inclus initialement dans ce non-monde, informe et désincarné, ils finirent par former la volonté de création initiale qui donnera la première étincelle de vie.
Ils se sont alors regroupés en quatre couples formés chacun d'un dieu et de son pendant féminin, et sont la personnification des éléments du chaos qui ont précédé la création. Heh et Hehet, l'infinité spatiale, Kekou et Kekout, les ténèbres profondes, Noun et Nounet, le couple de l'eau initiale et Amon et Amonet, ce qui est caché. Les quatre entités masculines ont des têtes de grenouilles et les féminines des têtes de serpents. Tous sont chaussés de têtes de chiens.
Un texte d'Edfou relate leur apparition et son effet initial sur l'organisation du monde :

« Au sein de l'océan primordial apparut la terre émergée. Sur celle-ci, les Huit vinrent à l'existence. Ils firent apparaître un lotus d'où sortit Rê, assimilé à Shou. Puis il vint un bouton de lotus d'où émergea une naine, auxiliaire féminin nécessaire, que Rê vit et désira. De leur union naquit Thot qui créa le monde par le Verbe. »

Depuis leur œuvre de création, ces huit dieux initiaux reposent dans le monde souterrain sous la butte de Médinet Habou (Djeme), traditionnellement située sous le sanctuaire du petit temple de la XVIIIe dynastie que l'on peut encore y visiter, et se chargeant du lever quotidien du soleil ou du cours du Nil.
La ville d'Hermopolis portait le nom égyptien de Khéménou (la ville des huit).
Ils représentent ainsi le chaos primordial d'où naquit le soleil.

## Dans le gnosticisme
Le concept d'ogdoade apparaît aussi dans le système métaphysique du gnosticisme de Valentin. Il représente plus ou moins la somme des huit sphères célestes concentriques qui sont au-dessus du monde terrestre et en dessous du Plérôme : dans le désordre, celles de la Lune, du Soleil, de Mercure, de Vénus, de Mars, de Jupiter, de Saturne, et des étoiles fixes. À chacune de ces sphères est associé un ange, qui est tout aussi bien part de l'ogdoade. Valentin associe également à chaque ogdoade un concept divin, ou éon, qui sont respectivement : le Pro-Père (Propator) ou la Profondeur (Bythos), la Pensée (Ennoia) ou le Silence (Sige), l'Intellect (Nous), la Vérité (Aletheia), le Verbe (Logos), la Vie (Zoe), l'Homme (Anthropos), et l'Église (Ekklesia). Ces éons vont par paires (ou syzygies) dans l'ordre où elles sont listées, et chaque paire engendre la suivante.